# Stiepan Diegtiariow
Stiepan Anikijewicz Diegtiariow, także Diechtieriew, Diegtiariewski (ros. Степан Аникиевич Дегтярёв; ur. 1766 w Borisowce, zm. 23 kwietnia?/5 maja 1813 w Kursku) – rosyjsko-ukraiński kompozytor.

## Życiorys
Urodził się w rodzinie chłopów pańszczyźnianych w majątku należącym do hrabiego Nikołaja Szeriemietiewa. Jako dziecko był śpiewakiem w dworskim chórze Szeriemietiewów, uczęszczał też do założonej przez hrabiego szkoły muzycznej. Kompozycji uczył się u Giuseppe Sartiego. Uczęszczał na zajęcia z literatury rosyjskiej i języka włoskiego na Uniwersytecie Moskiewskim. W 1803 roku otrzymał zwolnienie z pańszczyzny i osiadł w Moskwie.
Przetłumaczył na język rosyjski traktat Francesco Manfrediniego Regole armoniche (wyd. Petersburg 1805 pt. Prawiła garmoniczeskije i miełodiczeskije dla obuczenija wsiej muzyki). Skomponował oratorium Minin i Pożarskij ili Oswobożdienije Moskwy (wyst. 1811), które zyskało sobie dużą popularność w momencie patriotycznego wzmożenia podczas inwazji Napoleona na Rosję.